# Fredhäll
Fredhäll är en stadsdel i Kungsholmens stadsdelsområde i Stockholms innerstad. Den ligger på ön Kungsholmens sydvästra del och är bland annat känd för sina badklippor. Där finns även friluftsbadet Fredhällsbadet för vinterbadande, badet är även öppet på sommaren. Fredhäll gränsar i öster mot Marieberg och i norr mot Kristineberg. Fredhäll begränsas av vattenområdet Essingefjärden och Mariebergssundet i syd. Stadsdelen bildades 1934. Under Fredhäll, genom Fredhällstunneln, passerar Sveriges mest trafikerade väg Essingeleden. 

## Historik

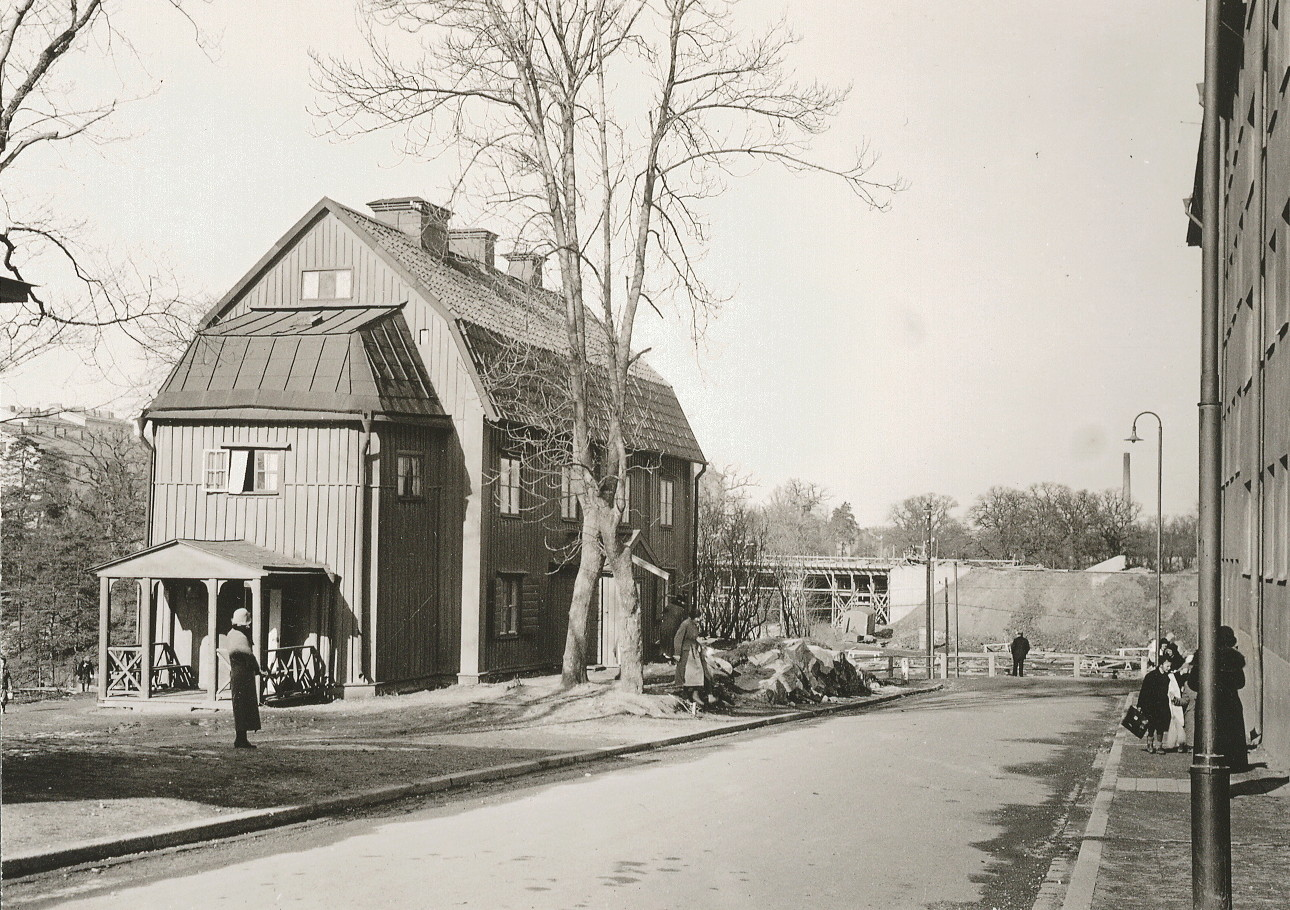
Fredhälls gård 1934.

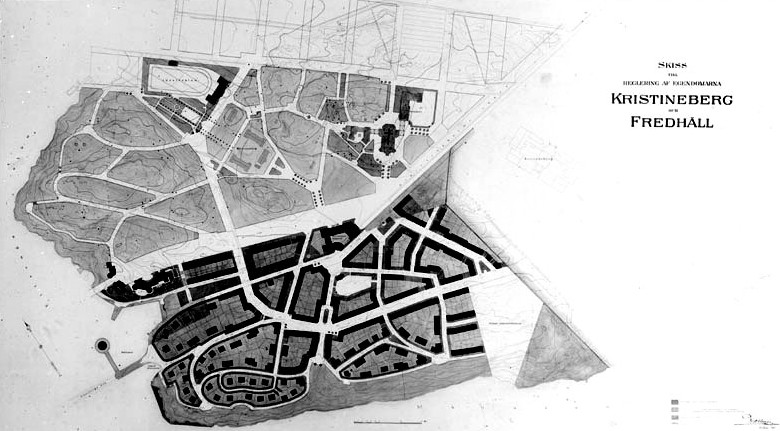
Per Olof Hallmans regleringsförslag från 1907.

Fredhäll var ännu under 1900-talets första årtionden ett lantligt område med några äldre träbyggnader. Stadsdelen har sitt namn efter det gamla prästbostället Fredhälls gård från 1819 som låg vid dagens Fredhällsgatan i nuvarande Tora Dahls park. Gården revs när området bebyggdes på 1930-talet. Kvarteret Fredhälls gård påminner fortfarande om gården.
Fredhälls och Kristinebergs ägor förvärvades 1920 av Stockholms stad. Men redan 1907 presenterade stadsplaneraren Per Olof Hallman ett förslag till reglering av egendomarna Kristineberg och Fredhäll. Hans skiss visar ett slingrande vägsystem med en lokal huvudgata som följer ungefär dagens Stagneliusvägen och Nordenflychtsvägen samt Drottningholmsvägens nya nordligare sträckning.
Åren 1927 och 1929 utlystes idétävlingar om hur trakten kunde bebyggas med bostadshus för omkring 35 000 lägenheter. Första priset delades av arkitekterna Cyrillus Johansson och Sven Markelius. Målet var att ge de nya bostadshusen "luft och ljus" genom öppen gruppering i bevarad terräng och natur. Det skulle bli första gången i Stockholm att hyreshus uppfördes i ett sådant öppet byggnadssätt. Stadsplaner för Fredhäll fastställdes 1931 respektive 1932 och är signerade Albert Lilienberg. 
Utbyggnaden av dagens Fredhäll började under 1930-talets första år och mottot då man byggde var "stad i park". Ritningarna för det moderna Fredhäll upprättades för HSB av arkitekt Sven Wallander som ritade 15–16 meter breda tjockhus. De för Fredhäll karakteristiska punkthusen längst i väster ritades 1935 av Björn Hedvall. Hög arkitektonisk kvalitet har de funktionalistisk gestaltade radhusen i två plan i kvarteret Tomten mellan Orvar Odds väg och Snoilskyvägen. De utgör en föregångare till terrasshus och ritades av arkitekt Herbert Kockum.
I den nya satsdelen anlades även Fredhällsparken efter ritningar av stadsträdgårdsmästaren Osvald Almqvist. Parken omsluter och genomtränger Fredhälls bebyggelse och består av två stora områden. I parkens norra del finns bland annat en plaskdamm som sedan 1930-talet varit en populär badplats för de mindre barnen. Parkens södra del omfattar klipporna ner till Mälaren.
Gatorna i Fredhäll är uppkallade efter svenska författare såsom Johan Runius, Fröding, Stagnelius, Orvar Odd, Viktor Rydberg, Atterbom, Snoilsky och Ernst Ahlgren. Nyast i denna kategori är Tora Dahl som i november 2018 fick Tora Dahls park vid Fredhällsgatan uppkallad efter sig.
De båda båtklubbarna som idag ligger i Fredhällsviken invid Tranebergssund, Kristinebergs Båtklubb och Stockholms Segelklubb har en lika anrik historia som området själv. Kristinebergs Båtklubb har legat på samma plats sedan 1924 och Stockholms Segelklubb har legat på samma plats sedan 1935.

## Demografi
År 2017 hade stadsdelen cirka 5 300 invånare, varav cirka 16,0 procent med utländsk bakgrund.

## Kommunikationer
I juni 1935 kom spårvagnslinje 2 från Karlaplan som vände runt kvarteret Titania (omgivet av Rålambsvägen, Fredhällsgatan, Stagneliusvägen och Frödingsvägen). I april 1963 lades spårvagnslinjen ned och ersattes av busslinje 62. 1966 förstärktes busstrafiken i Fredhäll när busslinje 49 kom. Från 2015 bytte man linjenummer till 59 och 61. Sedan december 2017 trafikeras Fredhäll av busslinjerna 61 och 65. Sedan 2024 är endast busslinje 61 kvar.

## Bilder

Områden
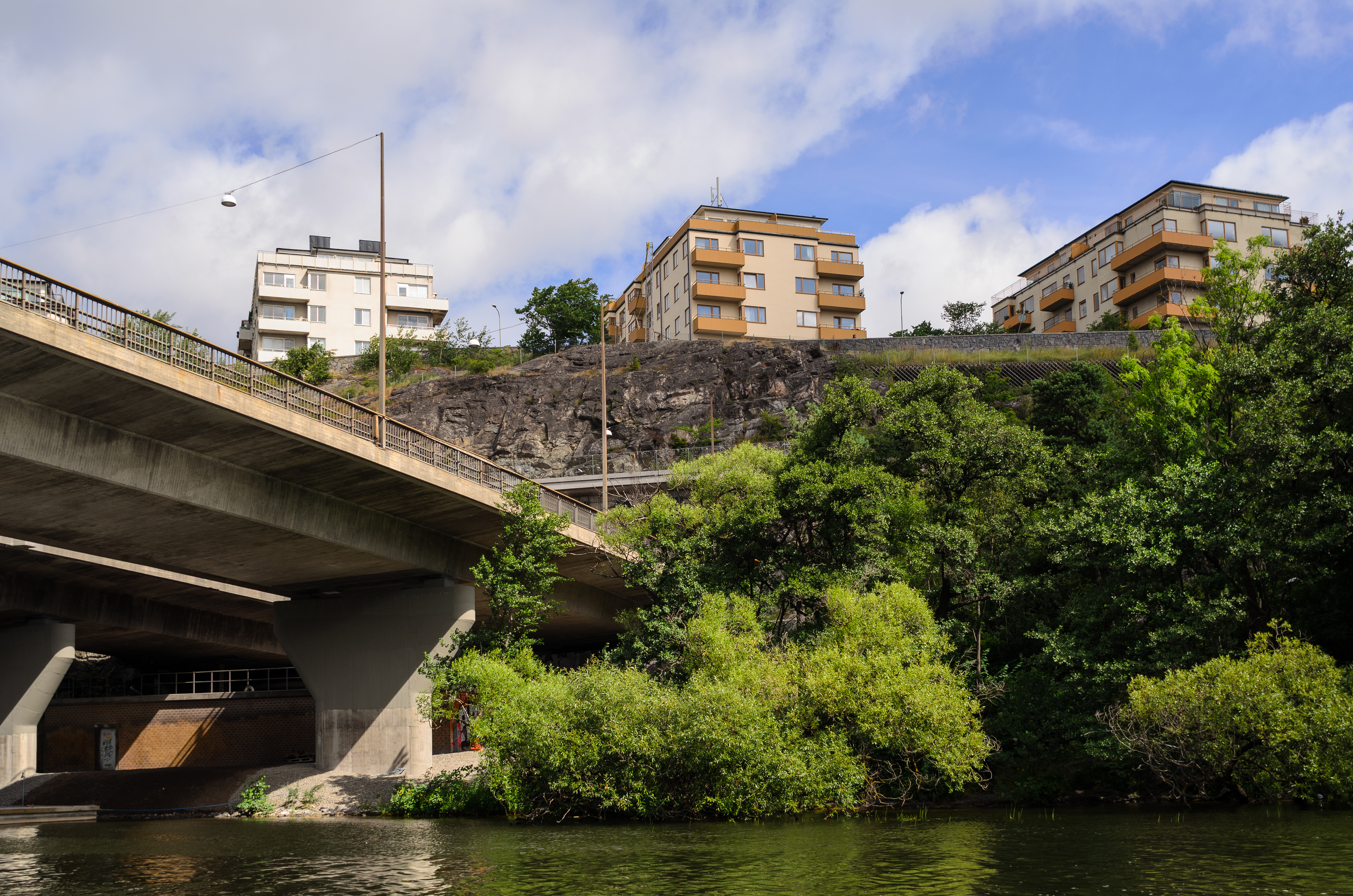
Fredhällsbron med Fredhällsklippan.
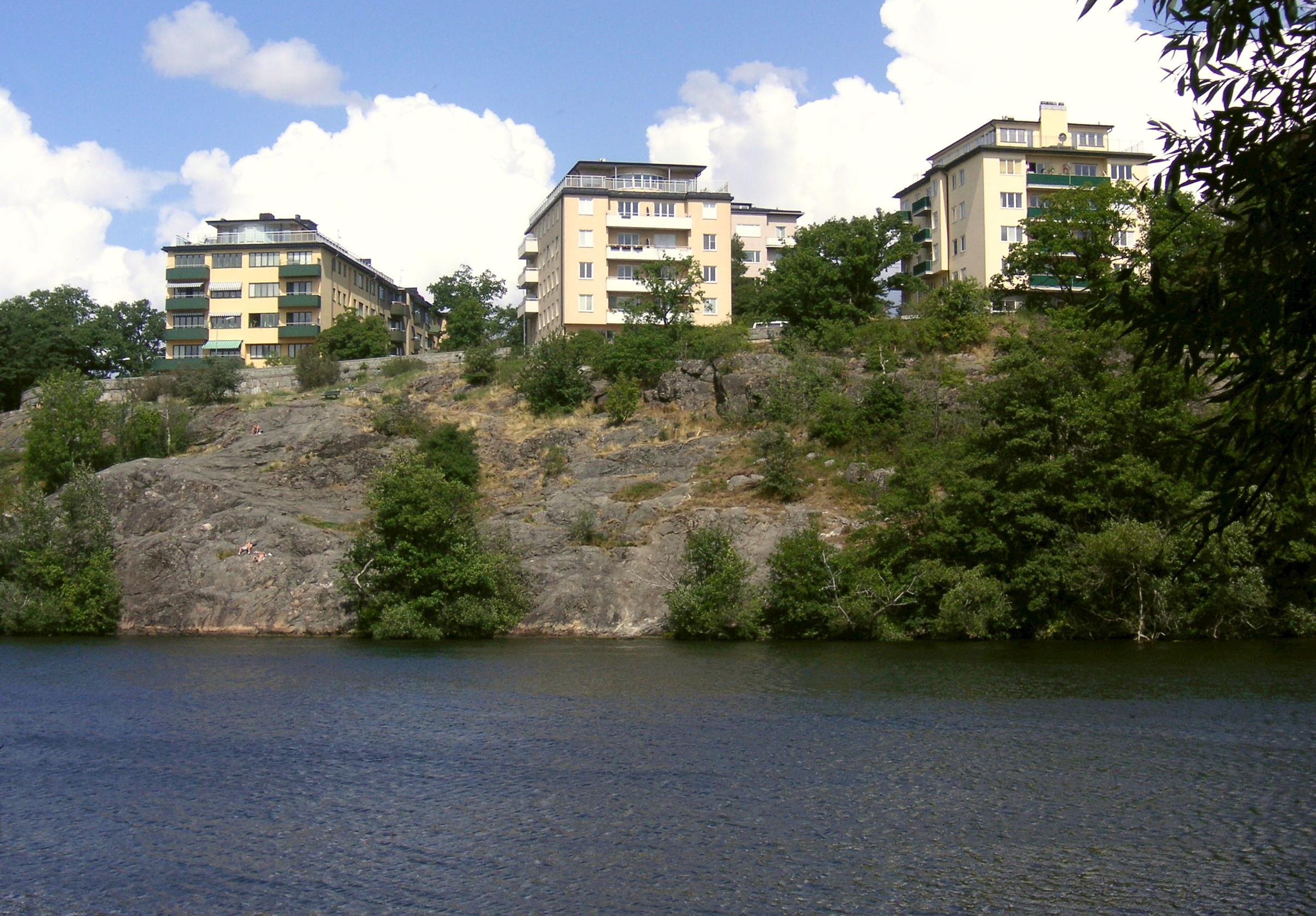
Fredhällsklippan, vy från Lilla Essingen.
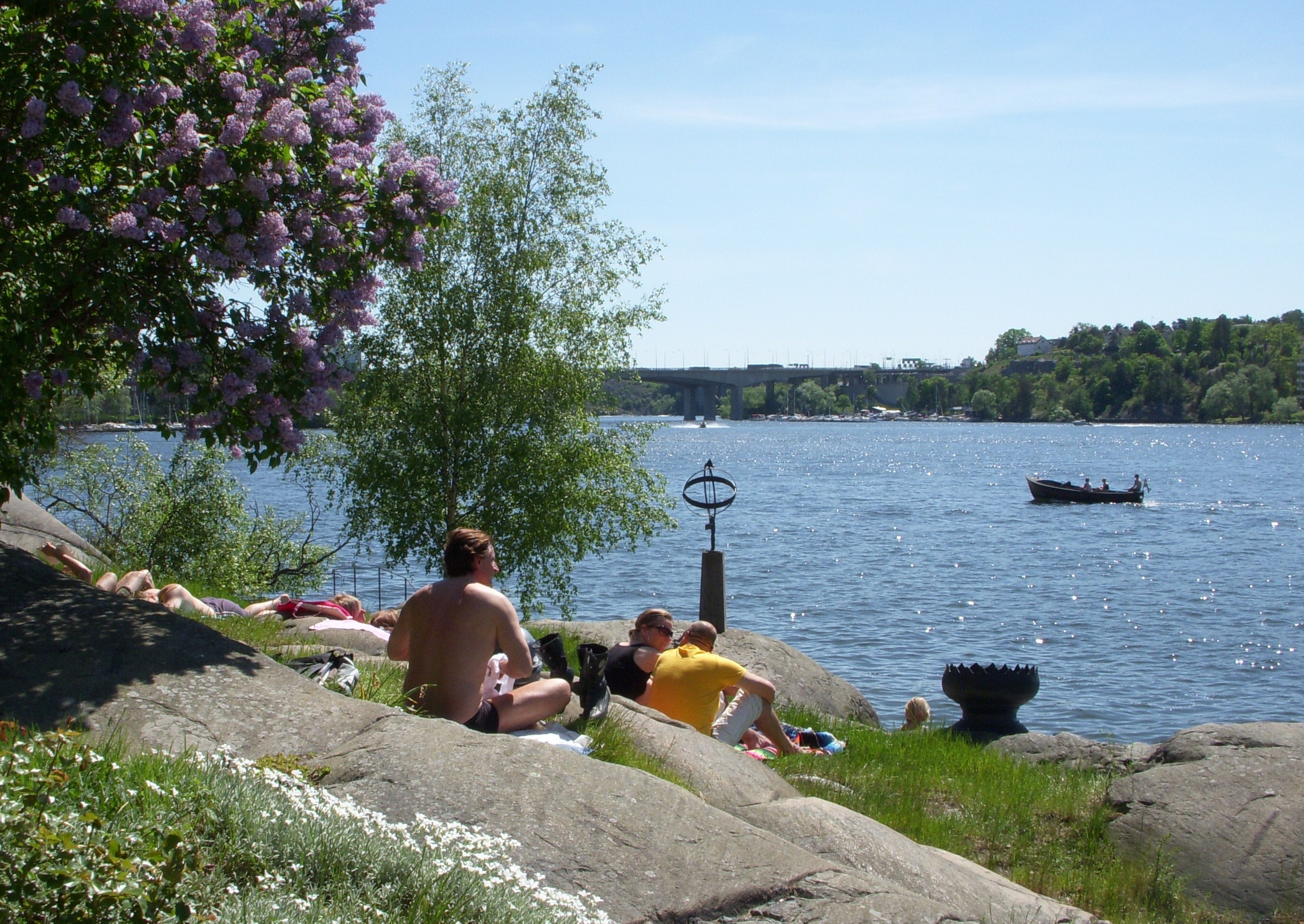
Fredhällsbadet.
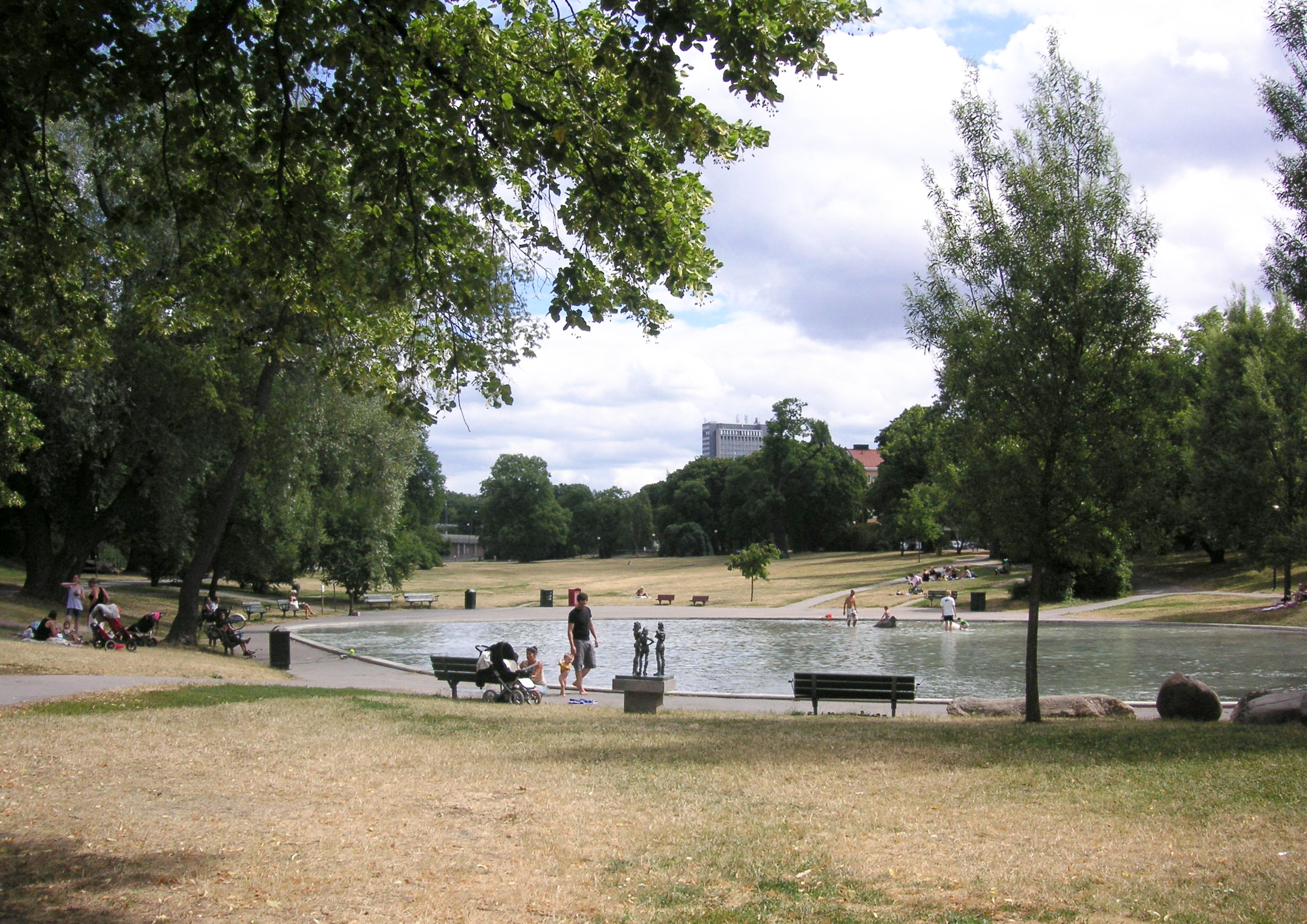
Fredhällsparken med plaskdammen.
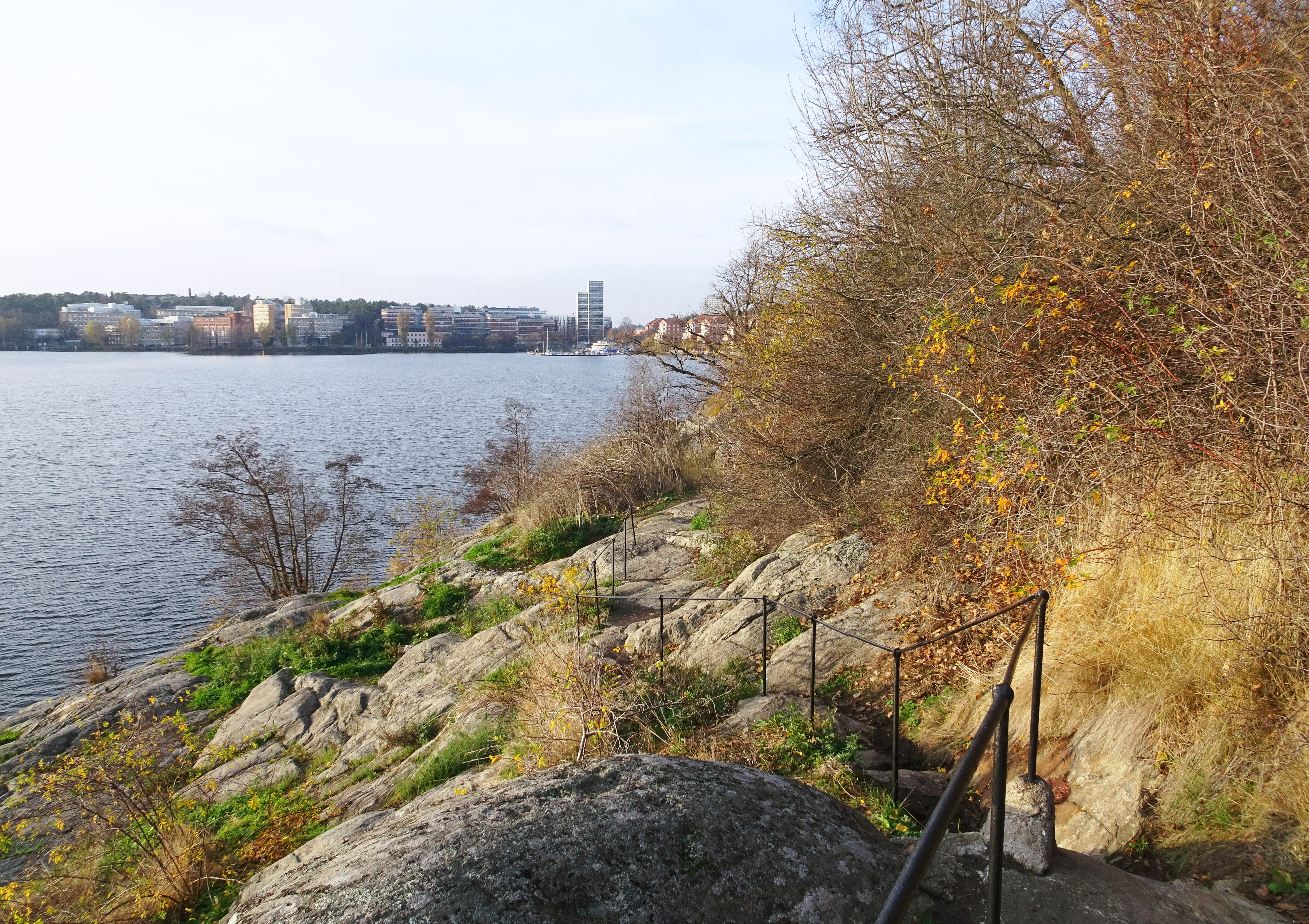
Fredhällsparkens klippor.

Byggnader och anläggningar
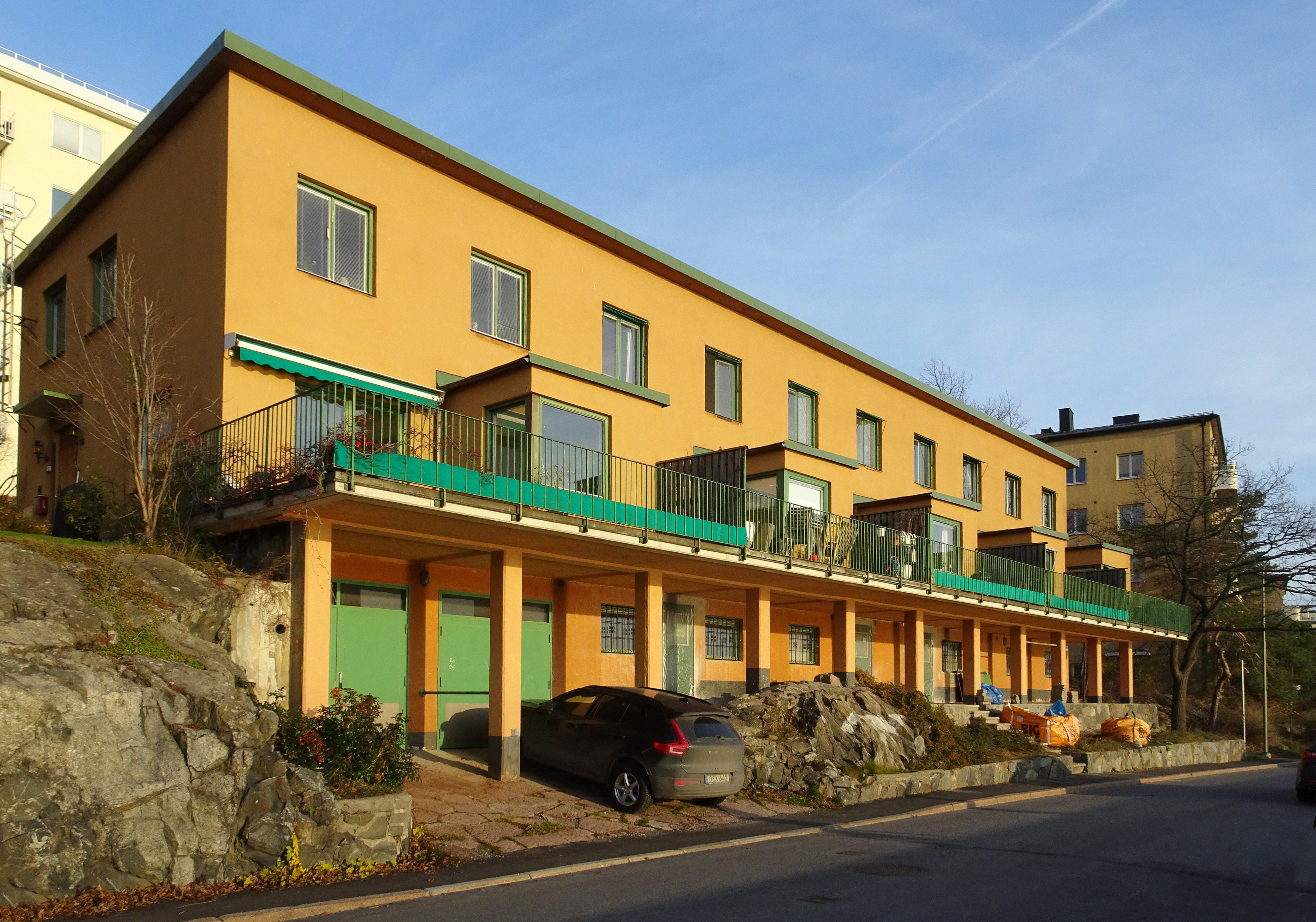
Funkisradhus i kvarteret Tomten.
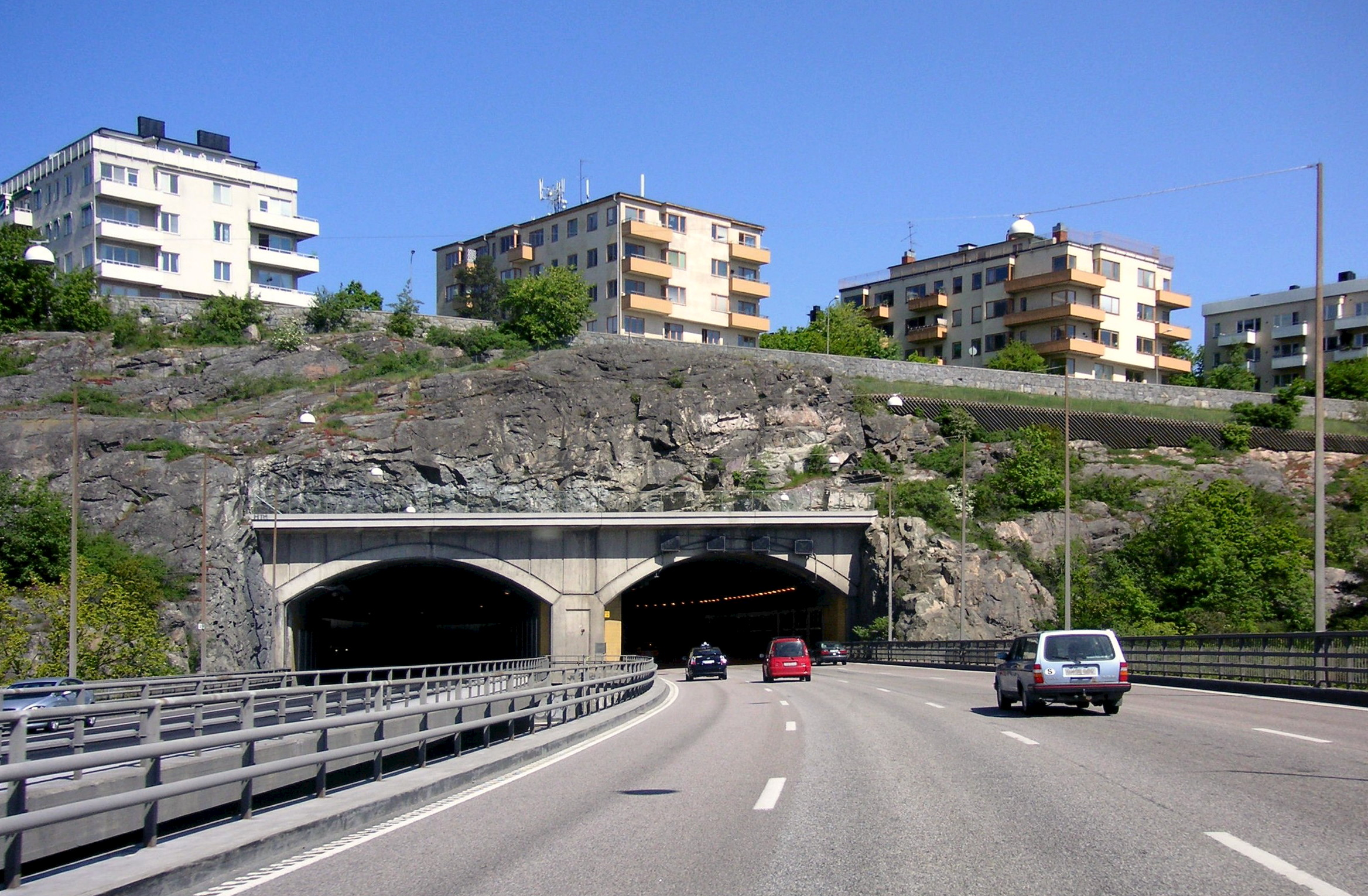
Fredhällstunnelns södra infart.
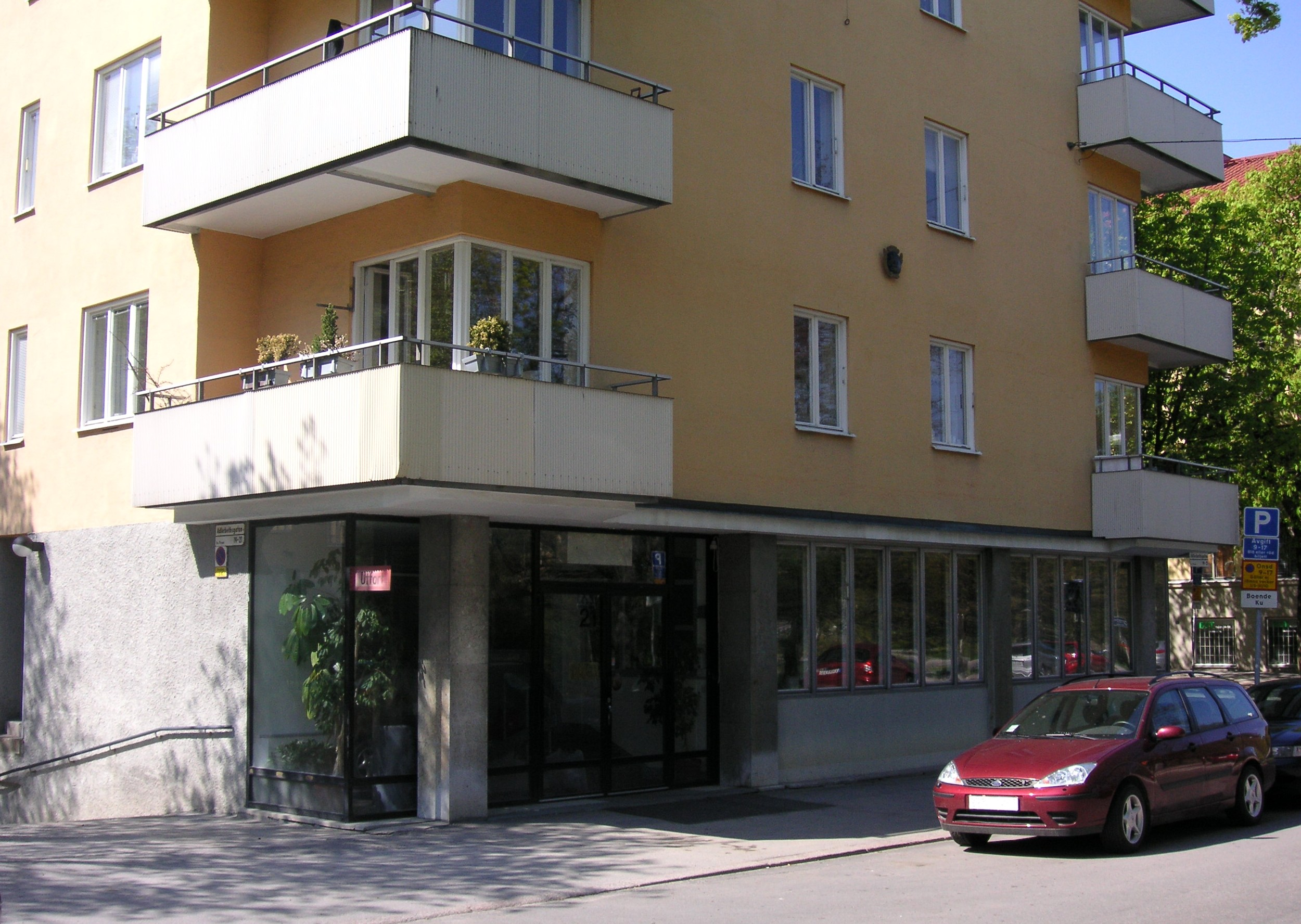
Adlerbethsgatan 21, platsen för f.d. biografen "Tranan".
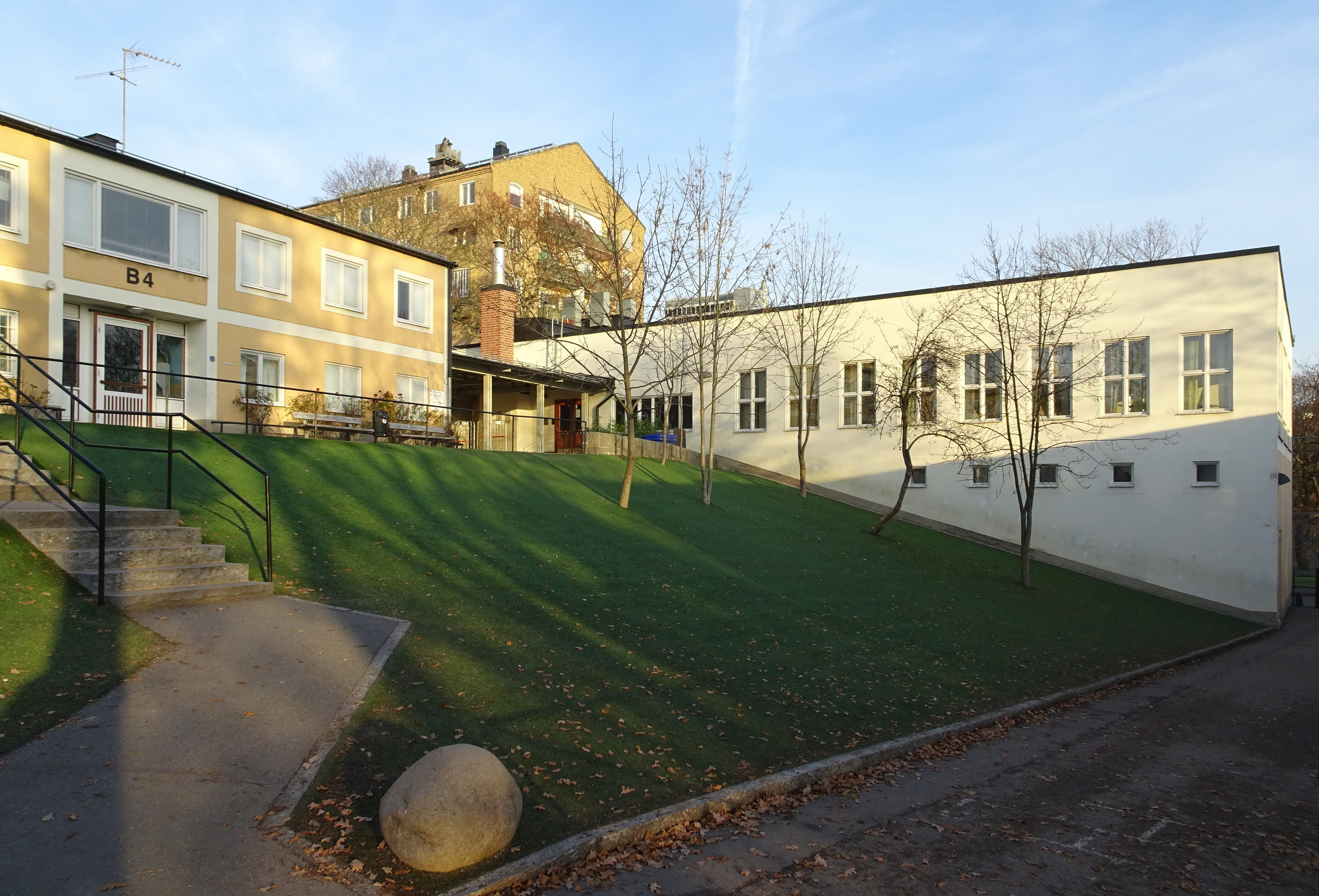
Klastorpsskolan.
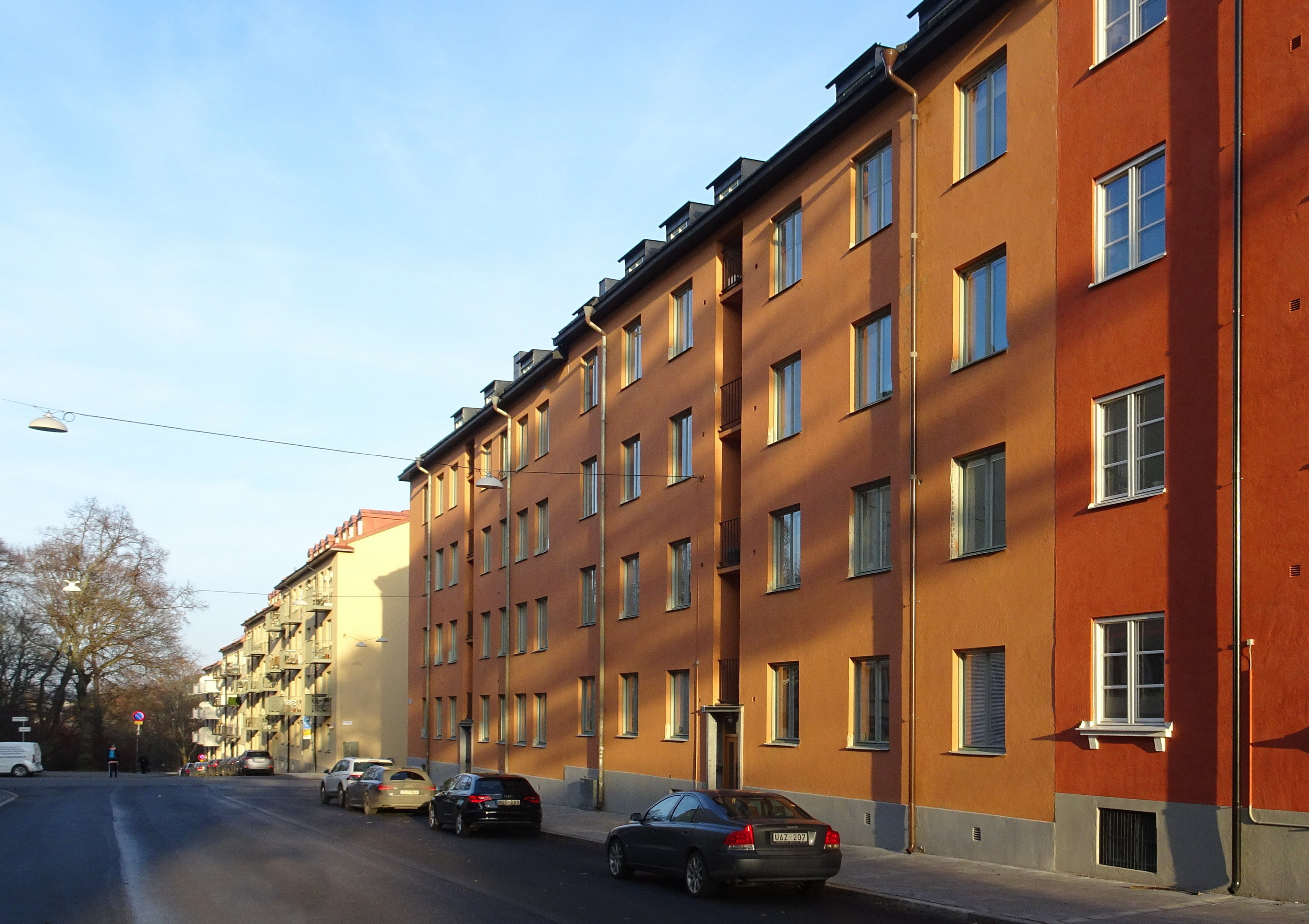
Fredhällsgatan.

## Se även

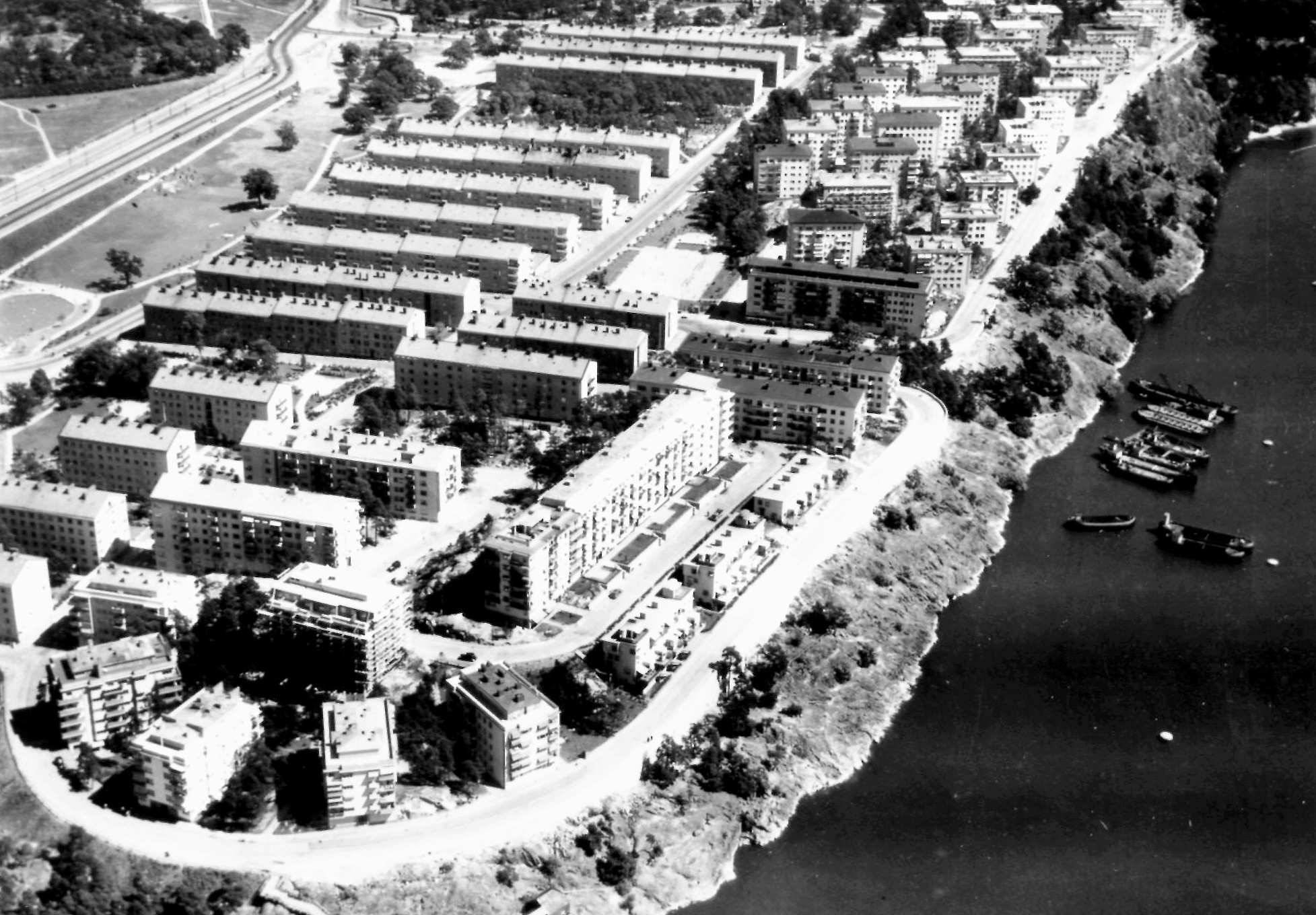
Fredhäll från luften 1938.